# باز مير
بَازُ مَيَر هو أحد أنواع الجوارح المُنتمية لفصيلة البيزان. تستوطنُ هذه الطيور جنوب شرق آسيا، ويُمكنُ العثور عليها في إندونيسيا وپاپوا غينيا الجديدة، وجُزر سُليمان. يشمل موطنها الطبيعي الغابات الواطئة الرطبة الاستوائيَّة وشبه الاستوائيَّة، والغابات الجبليَّة الرطبة الاستوائيَّة وشبه الاستوائيَّة.
سُميت هذه الطُيور تيمُنًا بالعالم الألماني أدولف برنار مير (1840-1911م)، الذي عمل في مجال علم الإنسان، والطيور، والحشرات، وقام بتجميع عدَّة عينات ميتة وحيَّة من الحيوانات بما فيها هذه الطيور، خلال زمن السيطرة الهولندية على جُزر الهند الشرقيَّة.